# Lijst van voetbalinterlands Brazilië - Nederland (mannen)
Deze lijst van voetbalinterlands is een overzicht van alle officiële voetbalwedstrijden tussen de nationale teams van Brazilië en Nederland. De landen hebben tot op heden dertien keer tegen elkaar gespeeld. De eerste ontmoeting was op 16 juli 1952 in Turku (Finland), tijdens de Olympische Spelen. Het laatste duel tussen beide landen was de troostfinale van het Wereldkampioenschap voetbal 2014 op 12 juli 2014 in Brasilia.

## Wedstrijden
| №  | № Int NED | Plaats         | Datum            | Competitie        | Wedstrijd                     | Uitslag |
| -- | --------- | -------------- | ---------------- | ----------------- | ----------------------------- | ------- |
| 1  | 194       | Turku          | 16 juli 1952     | OS 1952           | Nederland − Brazilië (olymp.) | 1 − 5   |
| 2  | 268       | Amsterdam      | 2 mei 1963       | Vriendschappelijk | Nederland − Brazilië          | 1 − 0   |
| 3  | 340       | Dortmund       | 3 juli 1974      | WK 1974           | Nederland − Brazilië          | 2 − 0   |
| 4  | 461       | Rotterdam      | 20 december 1989 | Vriendschappelijk | Nederland − Brazilië          | 0 − 1   |
| 5  | 510       | Dallas         | 9 juli 1994      | WK 1994           | Brazilië − Nederland          | 3 − 2   |
| 6  | 531       | Amsterdam      | 31 augustus 1996 | Vriendschappelijk | Nederland − Brazilië          | 2 − 2   |
| 7  | 552       | Marseille      | 7 juli 1998      | WK 1998           | Brazilië − Nederland          | 1 − 1   |
| 8  | 560       | Salvador       | 5 juni 1999      | Vriendschappelijk | Brazilië − Nederland          | 2 − 2   |
| 9  | 561       | Goiânia        | 8 juni 1999      | Vriendschappelijk | Brazilië − Nederland          | 3 − 1   |
| 10 | 564       | Amsterdam      | 9 oktober 1999   | Vriendschappelijk | Nederland − Brazilië          | 2 − 2   |
| 11 | 696       | Port Elizabeth | 2 juli 2010      | WK 2010           | Nederland − Brazilië          | 2 − 1   |
| 12 | 708       | Goiânia        | 4 juni 2011      | Vriendschappelijk | Brazilië − Nederland          | 0 − 0   |
| 13 | 751       | Brasilia       | 12 juli 2014     | WK 2014           | Brazilië − Nederland          | 0 − 3   |

- (am.) = Braziliaans amateurelftal

## Samenvatting
| Competitie        | Totaal gespeeld | Winst Brazilië | Gelijk | Winst Nederland | Doelsaldo Brazilië – Nederland |
| ----------------- | --------------- | -------------- | ------ | --------------- | ------------------------------ |
| WK-eindronde      | 5               | 1              | 1      | 3               | 5 − 10                         |
| Olympische Spelen | 1               | 1              | 0      | 0               | 5 − 1                          |
| Vriendschappelijk | 7               | 2              | 4      | 1               | 10 − 8                         |
| Totaal            | 13              | 4              | 5      | 4               | 20 − 19                        |

Wedstrijden bepaald door strafschoppen worden, in lijn met de FIFA, als een gelijkspel gerekend.

## Details

### Derde ontmoeting
| WK 1974 (Dortmund, West-Duitsland, 3 juli 1974): |       |          |
| Nederland                                        | 2 – 0 | Brazilië |
| Johan Neeskens 50' Johan Cruijff 65'             | goals |          |

### Vierde ontmoeting
| Vriendschappelijk (Rotterdam, Nederland, 20 december 1989): |       |            |
| Nederland                                                   | 0 – 1 | Brazilië   |
|                                                             | goals | 55' Careca |

### Zesde ontmoeting
| Vriendschappelijk (Amsterdam, Nederland, 31 augustus 1996): |       |                            |
| Nederland                                                   | 2 – 2 | Brazilië                   |
| Ronald de Boer 51' Jean-Paul van Gastel 90'                 | goals | 13' Giovanni 54' Gonçalves |

### Achtste ontmoeting
| Vriendschappelijk (Salvador, Brazilië, 5 juni 1999): |       |                                           |
| Brazilië                                             | 2 – 2 | Nederland                                 |
| Amoroso 27' Giovanni 45'                             | goals | 64' Patrick Kluivert 67' Peter van Vossen |

### Negende ontmoeting
| Vriendschappelijk (Goiânia, Brazilië, 8 juni 1999): |       |                          |
| Brazilië                                            | 3 – 1 | Nederland                |
| Amoroso 22' Frank de Boer 39' (e.d.) Leonardo 42'   | goals | 80' Pierre van Hooijdonk |

### Dertiende ontmoeting
| Troostfinale WK 2014 (Brasilia, Brazilië, 12 juli 2014):                                                 |                 | |
| Brazilië                                                                                                 | 0 – 3           | Nederland |
| | goals (assists) | 3' (pen.) Robin van Persie 17' Daley Blind 90+1' Georginio Wijnaldum |
| Luiz Felipe Scolari                                                                                      | bondscoach      | Louis van Gaal |
| Júlio César Thiago Silva David Luiz Paulinho 57' Oscar Maxwell Ramires 73' Gustavo 46' Willian Jô Maicon | opstellingen    | 90+3' Jasper Cillessen Ron Vlaar Stefan de Vrij Bruno Martins Indi 70' Daley Blind Jonathan de Guzman Robin van Persie Arjen Robben Dirk Kuijt 90' Jordy Clasie Georginio Wijnaldum |
| Fernandinho 46' Hernanes 57' Hulk 73'                                                                    | wissels         | 70' Daryl Janmaat 90' Joël Veltman 90+3' Michel Vorm |
| Thiago Silva 2' Fernandinho 54' Oscar 68'                                                                | gele kaarten    | 9' Arjen Robben 36' Jonathan de Guzman |

A-internationals · Selecties · CBF · Braziliaans vrouwenelftal · Olympisch elftal · Bondscoaches
1910 – 1919 · 
1920 – 1929 · 
1930 – 1939 · 
1940 – 1949 · 
1950 – 1959 · 
1960 – 1969 · 
1970 – 1979 · 
1980 – 1989 · 
1990 – 1999 · 
2000 – 2009 · 
2010 – 2019 · 
2020 – 2029
WK 1930 · 
WK 1934 · 
WK 1938 · 
WK 1950 · 
WK 1954 · 
WK 1958 · 
WK 1962 · 
WK 1966 · 
WK 1970 · 
WK 1974 · 
WK 1978 · 
WK 1982 · 
WK 1986 · 
WK 1990 · 
WK 1994 · 
WK 1998 · 
WK 2002 · 
WK 2006 · 
WK 2010 · 
WK 2014 · 
WK 2018 · 
WK 2022
OS 1952 · 
OS 1960 · 
OS 1964 · 
OS 1968 · 
OS 1972 · 
OS 1976 · 
OS 1984 · 
OS 1988 · 
OS 1996 · 
OS 2000 · 
OS 2008 · 
OS 2012 · 
OS 2016 · 
OS 2020
1914 · 
1915 · 
1916 · 
1917 · 
1918 · 
1919 · 
1920 · 
1921 · 
1922 · 
1923 · 
1924 · 
1925 · 
1926 · 
1927 · 
1928 · 
1929 · 
1930 · 
1931 · 
1932 · 
1933 · 
1934 · 
1935 · 
1936 · 
1937 · 
1938 · 
1939 · 
1940 · 
1941 · 
1942 · 
1943 · 
1944 · 
1945 · 
1946 · 
1947 · 
1948 · 
1949 · 
1950 · 
1951 · 
1952 · 
1953 · 
1954 · 
1955 · 
1956 · 
1957 · 
1958 · 
1959 · 
1960 · 
1961 · 
1962 · 
1963 · 
1964 · 
1965 · 
1966 · 
1967 · 
1968 · 
1969 · 
1970 · 
1971 · 
1972 · 
1973 · 
1974 · 
1975 · 
1976 · 
1977 · 
1978 · 
1979 · 
1980 · 
1981 · 
1982 · 
1983 · 
1984 · 
1985 · 
1986 · 
1987 · 
1988 · 
1989 · 
1990 · 
1991 · 
1992 · 
1993 · 
1994 · 
1995 · 
1996 · 
1997 · 
1998 · 
1999 · 
2000 · 
2001 · 
2002 · 
2003 · 
2004 · 
2005 · 
2006 · 
2007 · 
2008 · 
2009 · 
2010 · 
2011 · 
2012 · 
2013 · 
2014 · 
2015 · 
2016 · 
2017 · 
2018 ·
2019 ·
2020 ·
2021
Algerije ·
Andorra ·
Argentinië ·
Australië ·
België ·
Bolivia ·
Bosnië en Herzegovina ·
Bulgarije ·
Canada ·
Chili ·
China ·
Colombia ·
Congo-Kinshasa ·
Costa Rica ·
Denemarken ·
DDR ·
Duitsland ·
Ecuador ·
Egypte ·
El Salvador ·
Engeland ·
Estland ·
Finland ·
Frankrijk ·
Gabon ·
Ghana ·
Griekenland ·
Guatemala ·
Guinee ·
Haïti ·
Honduras ·
Hongarije ·
Hongkong ·
Ierland ·
IJsland ·
Irak ·
Iran ·
Israël ·
Italië ·
Ivoorkust ·
Jamaica ·
Japan ·
Joegoslavië ·
Kameroen ·
Kroatië ·
Letland ·
Litouwen ·
Luxemburg ·
Maleisië ·
Marokko ·
Mexico ·
Nederland ·
Nieuw-Zeeland ·
Nigeria ·
Noord-Ierland ·
Noord-Korea ·
Noorwegen ·
Oekraïne ·
Oman ·
Oostenrijk ·
Panama ·
Paraguay ·
Peru ·
Polen ·
Portugal ·
Qatar .
Roemenië ·
Rusland ·
Saoedi-Arabië ·
Senegal ·
Servië ·
Schotland ·
Slowakije ·
Sovjet-Unie ·
Spanje ·
Tanzania ·
Thailand ·
Tsjechië ·
Tsjecho-Slowakije ·
Tunesië ·
Turkije ·
Uruguay ·
Venezuela ·
Verenigde Arabische Emiraten ·
Verenigde Staten ·
Wales ·
Zambia ·
Zimbabwe ·
Zuid-Afrika ·
Zuid-Korea ·
Zweden ·
Zwitserland
Argentinië (1982) ·
Argentinië (2005) ·
Australië (1997) ·
Australië (2006) ·
België (2018) ·
Chili (2014) ·
China (2002) ·
Colombia (2014) ·
Costa Rica (2018) ·
Duitsland (2002) ·
Duitsland (2014) ·
Frankrijk (1998) ·
Frankrijk (2006) ·
Ghana (2006) ·
Hongarije (1954) ·
Italië (1970) ·
Italië (1982) ·
Italië (1994) ·
Japan (2006) ·
Kameroen (2014) ·
Kameroen (2022) ·
Kroatië (2006) ·
Kroatië (2014) ·
Kroatië (2022) ·
Mexico (1999) ·
Mexico (2014) ·
Mexico (2018) ·
Nederland (2014) ·
Portugal (2010) ·
Servië (2018) ·
Spanje (2013) ·
Tsjecho-Slowakije (1962, 2) ·
Turkije (2002, 1) ·
Uruguay (1950) ·
Verenigde Staten (2009, 2) ·
Zweden (1958) ·
Zwitserland (2018)
KNVB ·
A-internationals ·
Bondscoaches (m) ·
Topscorers ·
Nederlands vrouwenelftal ·
Bondscoaches (v) ·
Nederland B ·
Olympisch elftal ·
Jong Oranje ·
Nederland –20 ·
Nederland –19 ·
Nederland –18 ·
Nederland –17 ·
Nederland –16 ·
Nederland –15 ·
Nederlands amateurelftal ·
Nederlands zaterdagelftal ·
Jong OranjeLeeuwinnen ·
Vrouwen –20 ·
Vrouwen –19 ·
Vrouwen –18 ·
Vrouwen –17 ·
Vrouwen –16 ·
Vrouwen –15 ·
Militair mannenelftal ·
Militair vrouwenelftal ·
Strandteam ·
Vrouwen Strandteam ·
Futsalteam ·
Vrouwen Futsalteam

EK-wedstrijden ·
WK-wedstrijden ·
Resultaten kwalificaties en eindronden ·
Nederland B-wedstrijden ·
Officieuze wedstrijden ·
EK-wedstrijden vrouwen ·
WK-wedstrijden vrouwen ·
Resultaten vrouwen kwalificaties en eindronden
1905 – 1919 ·
1920 – 1929 ·
1930 – 1939 ·
1940 – 1949 ·
1950 – 1959 ·
1960 – 1969 ·
1970 – 1979 ·
1980 – 1989 ·
1990 – 1999 ·
2000 – 2009 ·
2010 – 2019 ·
2020 – 2029
2015 ·
2016 ·
2017 ·
2018 ·
2019 ·
2020 ·
2021 · 
2022
EK's: 1976 · 
1980 · 
1988 · 
1992 · 
1996 · 
2000 · 
2004 · 
2008 · 
2012 · 
2020 · 
2024
WK's: 1934 · 
1938 · 
1974 · 
1978 · 
1990 · 
1994 · 
1998 · 
2006 · 
2010 · 
2014 · 
2022
OS: 1908 ·
1912 ·
1920 ·
1924 ·
1928 ·
1948 ·
1952 ·
2008
Albanië ·
Andorra ·
Argentinië ·
Armenië ·
Australië ·
België ·
Bosnië en Herzegovina ·
Brazilië ·
Bulgarije ·
Canada ·
Chili ·
China ·
Colombia ·
Costa Rica ·
Curaçao ·
Cyprus ·
DDR ·
Denemarken ·
Duitsland ·
Ecuador ·
Egypte ·
Engeland ·
Estland ·
Faeröer ·
Finland ·
Frankrijk ·
GOS · 
Georgië ·
Ghana ·
Gibraltar ·
Griekenland ·
Hongarije ·
Ierland ·
IJsland ·
Indonesië ·
Iran ·
Israël ·
Italië ·
Ivoorkust ·
Japan ·
Joegoslavië ·
Kameroen ·
Kazachstan ·
Kroatië ·
Letland ·
Liechtenstein ·
Luxemburg ·
Malta ·
Marokko ·
Mexico ·
Moldavië ·
Montenegro ·
Nederlandse Antillen ·
Nigeria ·
Noord-Ierland ·
Noord-Macedonië ·
Noorwegen ·
Oekraïne ·
Oostenrijk ·
Paraguay ·
Peru ·
Polen ·
Portugal ·
Qatar ·
Roemenië ·
Rusland ·
Saarland ·
San Marino ·
Saoedi-Arabië ·
Schotland ·
Senegal ·
Servië en Montenegro ·
Slovenië ·
Slowakije ·
Sovjet-Unie ·
Spanje ·
Suriname ·
Thailand ·
Tsjechië ·
Tsjecho-Slowakije ·
Tunesië ·
Turkije ·
Uruguay ·
Verenigd Koninkrijk ·
Verenigde Staten ·
Wales ·
Wit-Rusland ·
Zuid-Afrika ·
Zuid-Korea ·
Zweden ·
Zwitserland
Argentinië (1978) ·
Argentinië (2006) ·
Argentinië (2014) ·
Argentinië (2022) ·
Australië (2014) ·
Brazilië (2014) ·
Chili (2014) · 
Costa Rica (2014) ·
Denemarken (2010) ·
Denemarken (2012) ·
Duitsland (2012) · 
Ecuador (2022) · 
Frankrijk (2008) ·
Italië (2008) ·
Ivoorkust (2006) ·
Japan (2010) ·
Kameroen (2010) ·
Mexico (2014) · 
Noord-Macedonië (2021) · 
Oekraïne (2021) · 
Oostenrijk (2021) · 
Portugal (2006) ·
Portugal (2012) ·
Portugal (2019) ·
Qatar (2022) ·
Roemenië (2008) ·
Rusland (2008) ·
San Marino (2011) ·
Senegal (2022) ·
Servië en Montenegro (2006) ·
Sovjet-Unie (1988) ·
Spanje (2010) ·
Spanje (2014) ·
Tsjechië (2021) · 
Uruguay (2010) ·
Verenigde Staten (2022) · 
West-Duitsland (1974)